# Georgi Bončev
Georgi Bončev (bug. Георги Бончев Николов; Žeravna, Kotlevsko, 6. kolovoza 1866. – Sofija, 7. ožujka 1955.), bugarski prirodoslovac (geolog).
Prirodoslovne znanosti učio je na Zagrebačkome sveučilištu, gdje je položio i doktorat. Disertacija mu je tiskana u Radu (Zagreb, 1893.) pod naslovom: Bichromat kalija : Revizija osnih elemenata. Godine 1891./1892. bio je asistentom na Zagrebačkom sveučilištu kod prof. Pilara. U Bugarskoj je služio najprije na srednjoj školi, a zatim je postao sveučilišnim profesorom u Sofiji i predstojnikom mineraloškoga, geološkoga i petrografskoga zavoda, te seizmografskoga državnog zavoda. Za Gorjanovićev Zbornik napisao je članak Eruptivno stanje u Bugarskoj (Zagreb, 1927.). Član je bugarske Akademije znanosti kao i nekih inozemnih akademija. Prigodom njegova četrdesetogodišnjega znanstvenog rada izdalo je 1933. bugarsko prirodoslovno društvo njemu u čast jubilarni Zbornik.